# Bumbles' Appetite
Bumbles' Appetite è un cortometraggio muto del 1914 diretto da W.P. Kellino. Il regista, specializzato in comiche, realizzò negli anni dieci una serie di corti che avevano come protagonista il personaggio di Bumbles, interpretato da Phillipi.

## Produzione
Il film fu prodotto dalla EcKo.

## Distribuzione
Distribuito dall'Universal Pictures, il film - un cortometraggio di 135 metri - uscì nelle sale cinematografiche britanniche nel giugno 1914.